# Друзенко Геннадій Володимирович

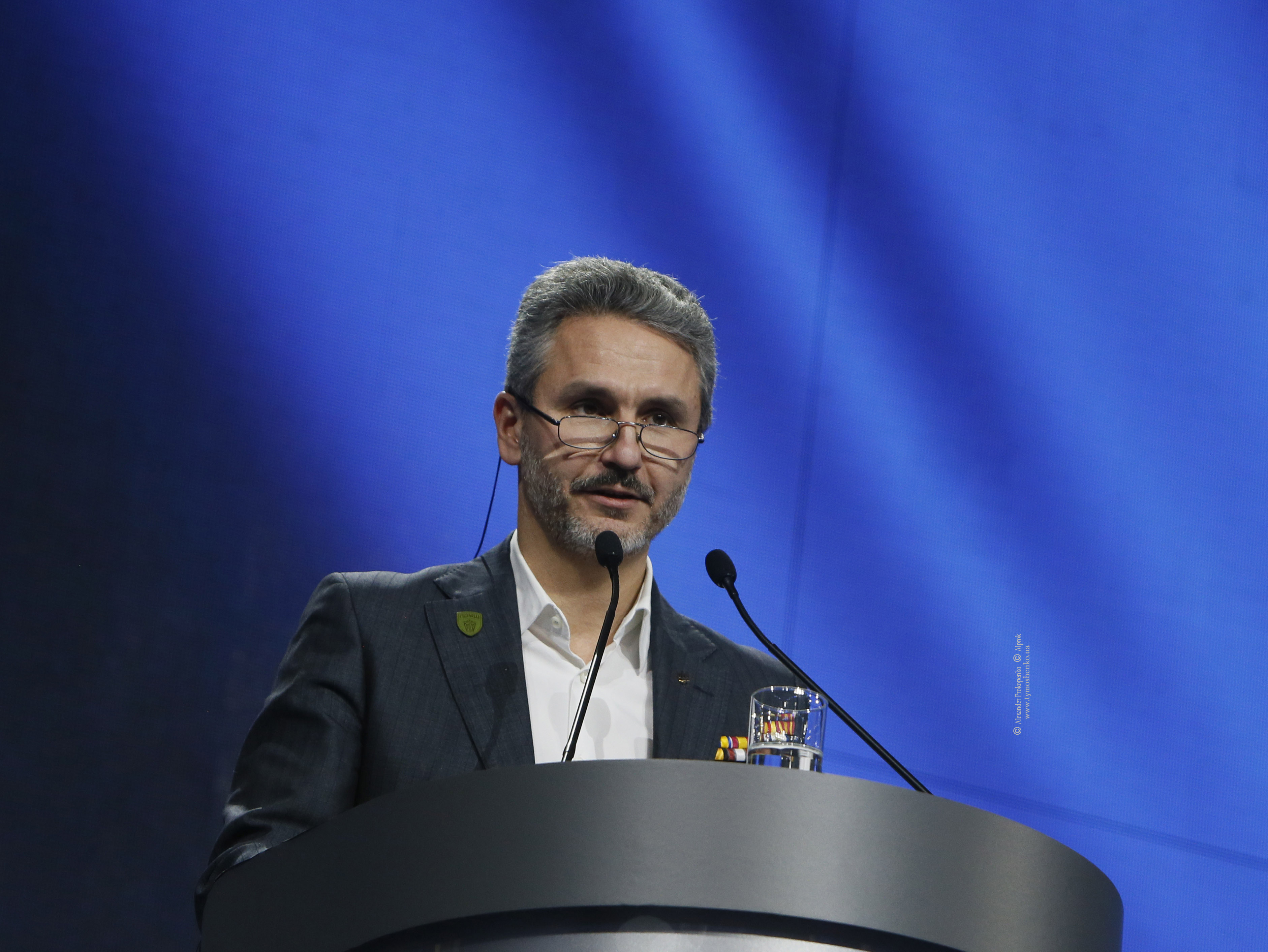

Генна́дій Друзе́нко (нар. 28 квітня 1972, Київ) — український правник, громадський активіст, публічний інтелектуал. Співзасновник та президент Першого добровольчого мобільного шпиталю (ПДМШ) ім. Миколи Пирогова. Голова правління Центру конституційного моделювання, учасник Революції гідності. Ветеран російсько-української війни.

## Життєпис
У 1993—1995 роках після завершення Київського теологічного коледжу працював на посаді секретаря-референта Патріарха Київського і всієї Руси-України Володимира (Романюка).
У 2001—2004 роках був одним з керівників Центру європейського та порівняльного права Міністерства юстиції України.
У 2004—2010 роках (з перервою на навчання) — віце-президент Інституту європейської інтеграції в м. Ряшів.
У 2010-11 роках очолював секретаріат Комітету Верховної Ради України з питань євроінтеграції.
У 2011—2012 Геннадій Друзенко працював на посаді Координатора з регіонального розвитку в проекті USAID «Локальні інвестиції та національна конкурентоспроможність» (ЛІНК).
У листопаді 2013 року Геннадій Друзенко разом з Олексієм Гончаруком відкрили першу в Україні практику в сфері права Європейського Союзу юридичної фірми Constructive Lawyers. Олексій Гончарук на той час був керуючим партнером компанії. Геннадій Друзенко приєднався як партнер — керівник практики в сфері права ЄС.
Від 18 червня 2014 р. до 16 липня 2015 р. працював на посаді першого і останнього Урядового уповноваженого з питань етнонаціональної політики.
У 2014 році Геннадій з друзями створили Перший добровольчий мобільний шпиталь (ПДМШ) ім. Миколи Пирогова — найбільший неурядовий проект із залучення цивільних медиків до надання медичної допомоги в зоні проведення Операції Об'єднаних сил (до травня 2018 року — Антитерористична операція, АТО) в окремих районах Донецької та Луганської областей. 

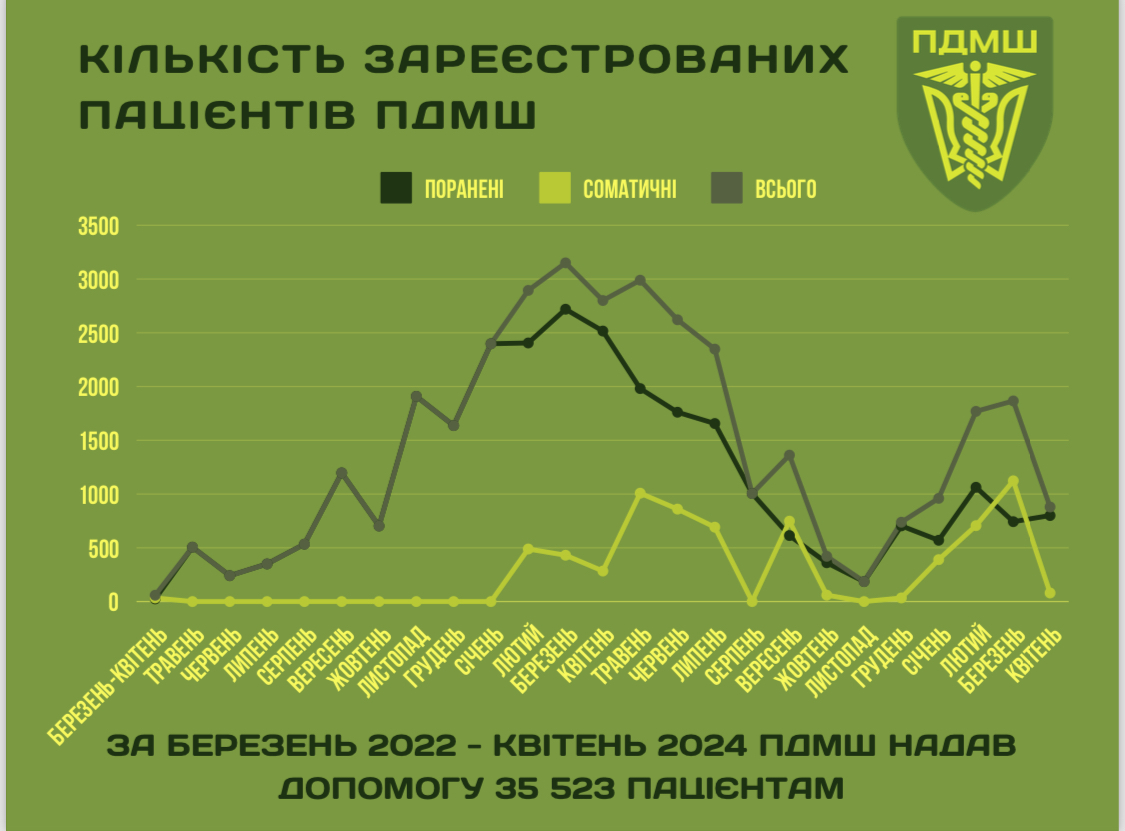
Кількість пацієнтів ПДМШ від часу повномасштабного вторгнення рф в Україну з розбивкою по місяцях.

Від серпня 2015 до серпня 2019 року Геннадій Друзенко був президентом ПДМШ ім. Миколи Пирогова, у 2019-2022 роках – Головою наглядової ради ПДМШ. Від липня 2022 і до цього часу знову очолює ПДМШ на посаді президента організації. Від початку повномасштабного вторгнення медики-добровольці ПДМШ ім. Миколи Пирогова надали допомогу більш як 35 тис. захисникам та цивільним жертвам російської агресії.
На початку січня 2021 року Геннадій Друзенко очолив новостворений Центр конституційного моделювання [Архівовано 28 серпня 2021 у Wayback Machine.], що має на меті створити майданчик для обговорення та моделювання нової Конституції України.
Політична діяльність
У 2014 році балотувався на позачергових виборах до Верховної ради (№2 у списку партії «Сила людей»). На громадських засадах працював помічником народної депутатки Наталії Веселової.
У 2019 році підтримав кандидатуру Юлії Тимошенко на президентських виборах.
На початку 2025 року, попри продовження російсько-української війни, публічно оголосив про похід у політику та розпочав агітаційну передвиборчу кампанію.
Освіта та наукові стажування:
У 1995-99 роках навчався на юридичному факультеті Міжнародного науково-технічного університету, по завершенні якого отримав диплом бакалавра правознавства з відзнакою[джерело?].
У 2000 році завершив навчання в Українському центрі правничих студій Київського національного університету ім. Тараса Шевченка і отримав диплом магістра права з відзнакою[джерело?].
У 2006 році навчався в Українській школі політичних студій та був серед перших випускників УШПС.
У 2009-10 роках проводив наукові дослідження у Центрі Вудро Вільсона (Вашингтон, США) як фулбрайтівський науковець.
У 2010 році був запрошеним дослідником у Інституті міжнародного порівняльного права Макса Планка (Гайдельберґ, Німеччина).
У 2019-20 роках працював запрошеним дослідником у Центрі конституційної демократії Індіанського університету (США).
Інші досягнення:
Геннадій Друзенко — співавтор законопроекту «Про процедуру підготовки проекту нової Конституції України».
У 2004-10 роках очолював експертну групу з перекладу засновницьких договорів ЄС українською мовою. За його редакцією у 2010 році вийшов найповніший на сьогодні український переклад конституційних актів Європейського Союзу.
Автор більше сотні загальних та академічних публікацій українською, англійською, російською й іспанською мовами.
Експертна сфера:
Питання конституційного дизайну, конституційного права, європейської інтеграції та релігійної свободи.

### Після повномасштабного вторгнення
З 2022 року знаходиться у постійних відрядженнях, як ключова особа ПДМШ ім. Пирогова в наданні медичної допомоги бійцям ЗСУ. Брав участь в боях поблизу Серебрянського лісу.

## Нагороди[18]
- У 2017 році нагороджений відзнакою Президента України «За гуманітарну участь в антитерористичній операції».
- У 2024 році нагороджений відзнакою Президента України "За оборону України".
- Наказом Міністра оборони України № 542 від 16 червня 2016 року нагороджений медаллю Міністерства оборони України «За сприяння Збройним Силам України».
- Наказом Міністра оборони України № 453 від 4 липня 2017 року нагороджений нагрудним знаком «Знак пошани».
- Наказом начальника Генерального штабу — Головнокомандувача Збройних Сил України № 304 від 8 червня 2018 року нагороджений почесним нагрудним знаком Начальника Генерального штабу «За заслуги перед Збройними Силами України».
- Розпорядженням Секретаря РНБОУ від 3 грудня 2018 року за № 82/2018-к нагороджений нагрудним знаком «Захиснику України».
- Наказом командувача Об'єднаних сил від 19 червня 2020 року за № 506 нагороджений медаллю «За звитягу та вірність».
- Розпорядженням Секретаря РНБОУ від 18 серпня 2021 року за № 109/2021-к нагороджений медаллю «Відзнака Ради національної безпеки і оборони України» ІІІ ступеня.
- Наказом Головнокомандувача ЗСУ від 02 березня 2023 року за № 435 нагороджений відзнакою Головнокомандувача Збройних сил України – почесним нагрудним знаком “За збережене життя”.
- Наказом Головнокомандувача ЗСУ від 23 червня 2023 року за № 1369 нагороджений відзнакою Головнокомандувача Збройних сил України – почесним нагрудним знаком “За сприяння війську”.
- Наказом Міністра оборони України 30 березня 2024 року за № 476 нагороджений відзнакою Міністра оборони України "Хрест особливих заслуг".
- Наказом Командувача Медичних сил ЗСУ №154 від 04 грудня 2024 року нагороджений відзнакою Командування Медичних сил ЗСУ Хрестом "За сприяння медичним силам".
- 14 березня 2025 нагороджений почесним знаком "За співпрацю" Національної гвардії України.